# Acrossocheilus paradoxus
Acrossocheilus paradoxus és una espècie de peix de la família dels ciprínids i de l'ordre dels cipriniformes.
Els adults poden assolir fins a 20 cm de longitud total. Es troba a Taiwan.